# رهاب الكلاب

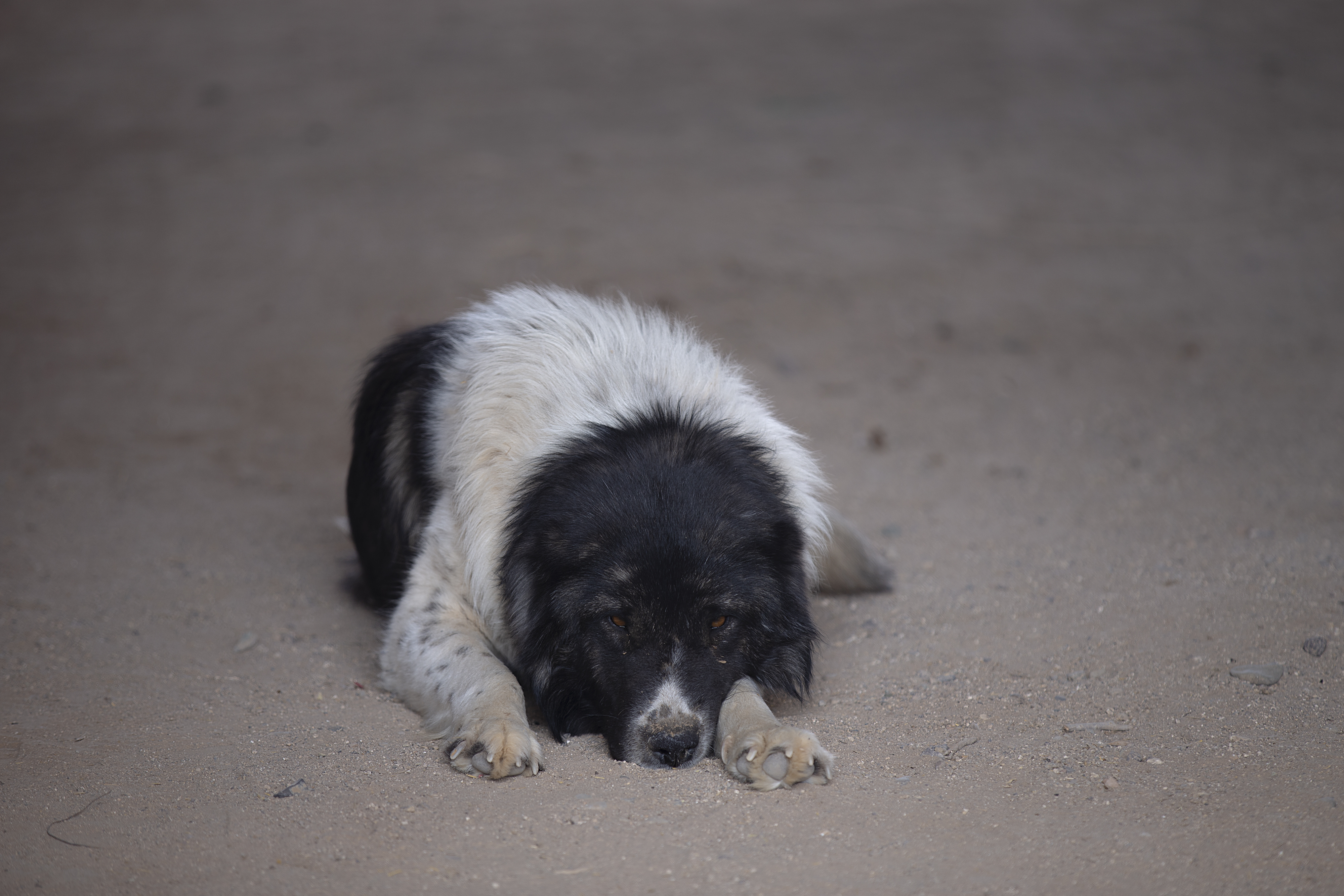
رهاب الكلاب

رهاب الكلاب (بالإنجليزية: Cynophobia)‏ هو الخوف من الكلاب، وتصنف تحت النوع الفرعي «فوبيا الحيوان». ووفقا للدكتور تيموثي رينتز من مختبر لدراسة اضطرابات القلق في جامعة تكساس، فوبيا الحيوان هي من بين الأكثر شيوعا من الفوبيا و 36٪ من المرضى الذين يسعون تقرير علاج الخوف من الكلاب أو القطط.  على الرغم من أن الثعابين والعناكب هي فوبيا الحيوانات الأكثر شيوعا.
فوبيا الكلاب منهكة خصوصا بسبب ارتفاع معدل انتشار الكلاب (على سبيل المثال، هناك ما يقدر من 25 مليون من الكلاب الضالة في الهند، و62 مليون الكلاب الاليفة في الولايات المتحدة) .
الدليل التشخيصي والإحصائي للاضطرابات العقلية (DSM-IV-TR) أن فقط 12٪ إلى 30٪ من أولئك الذين يعانون من الفوبيا سوف يسعون للعلاج. فوبيا الكلاب هي أيضا شائعة جدا بين المالاي في سنغافورة.